# Juan de Maeda

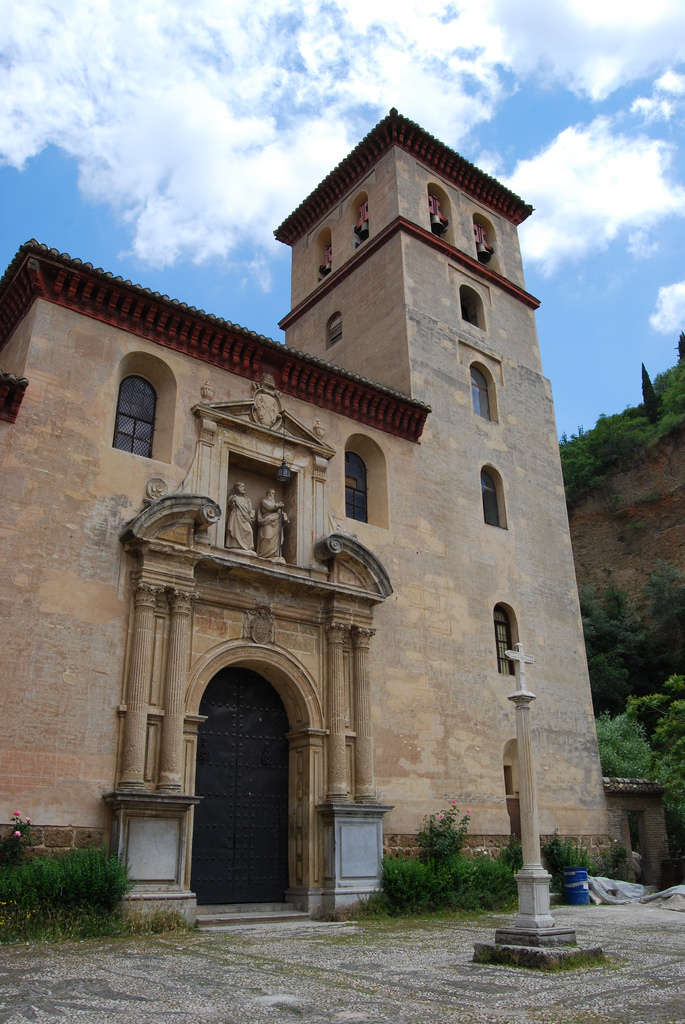
Iglesia de San Pedro y San Pablo (Granada), construida entre 1559 y 1567, según diseño de Juan de Maeda

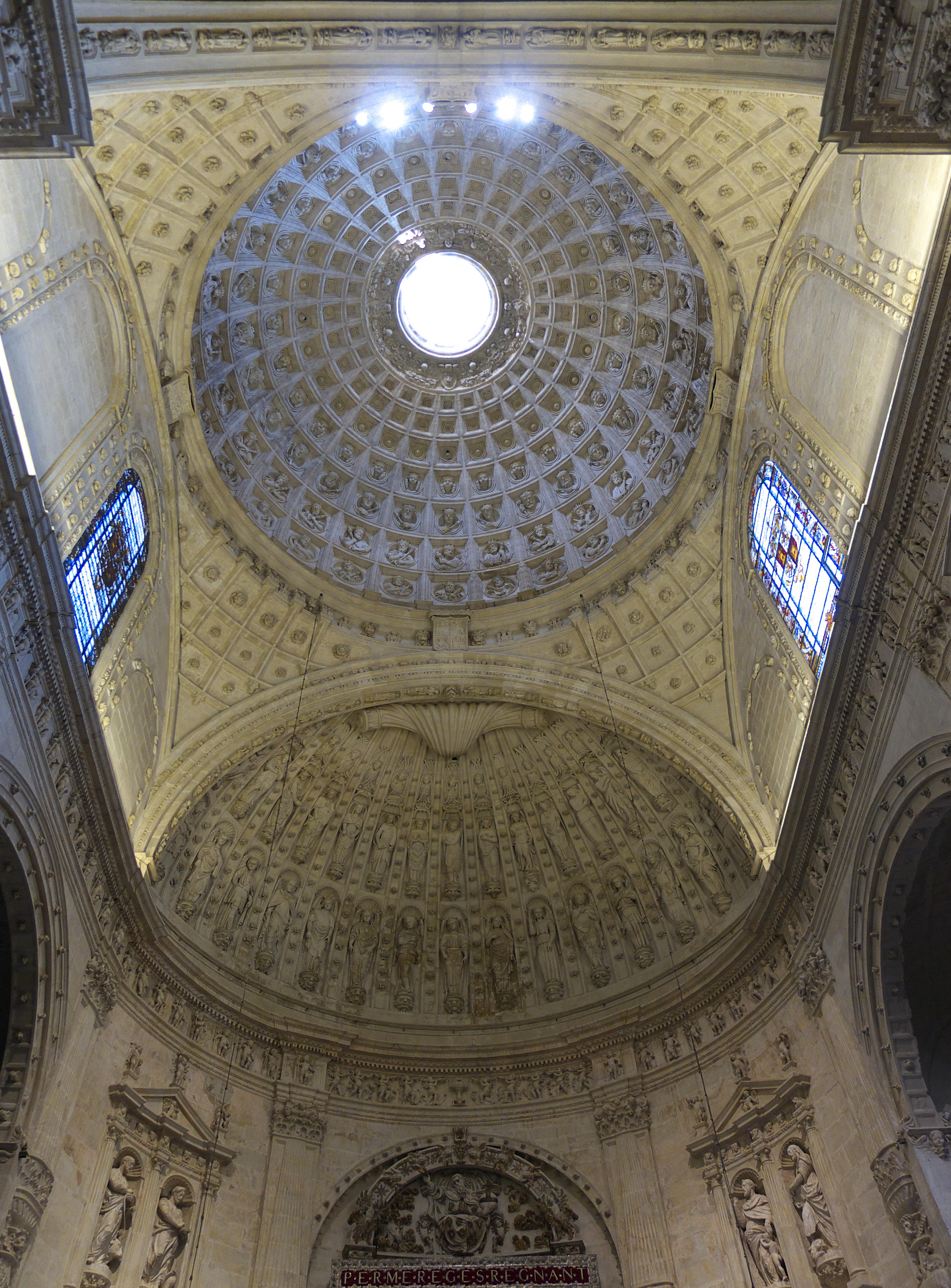
Bóveda de la Capilla Real de la Catedral de Sevilla terminada bajo la dirección de Juan de Maeda en 1575.

Juan de Maeda (Cantabria, ¿? - Granada, 25 de junio de 1576) fue un maestro de obras, tracista, arquitecto y escultor español del siglo XVI. Desarrolló su actividad principalmente en el Reino de Granada, donde llegó procedente de Cantabria como discípulo de Diego de Siloé. Participó en las obras de la catedral de Granada de la que fue aparejador y maestro mayor tras la muerte de Siloe, también realizó las trazas de la iglesia de San Pedro y San Pablo (Granada) situada junto al río Darro, e intervino en la construcción de la iglesia de Iznalloz y la iglesia de la Encarnación de Íllora. Abandonó Granada durante varios periodos para dirigir las obras de la catedral de Sevilla, de la que fue nombrado maestro mayor el 24 de noviembre de 1574, bajo su dirección se terminó en esta ciudad la Capilla Real en 1575, sucediéndole en el cargo su hijo Asensio de Maeda. En Extremadura participó en las obras de la iglesia de la Candelaria en la localidad de Fuente del Maestre y la iglesia de Nuestra Señora del Valle en Villafranca de los Barros.